# Jules de Malbos
Pour les articles homonymes, voir Bastide.
Jules Bastide de Malbos ou Jules de Malbosc, né le 15 mai 1782 à Berrias en Ardèche et mort dans la même localité le 5 février 1867, est un botaniste, géologue, préhistorien, poète et homme politique français.

## Biographie
Son nom de famille Bastide de Malbosc est indifféremment orthographié Bastide de Malbos ; il signait ses communications Jules de Malbos.
Son père est Joseph Louis Bastide de Malbos (1743-1791), premier maire de Berrias, organisateur des deux premiers Camps de Jalès ; il sera égorgé,, dans la prison de Pont-Saint-Esprit sous la Terreur alors que Jules, âgé de 10 ans, se cachait dans le Bois de Païolive avec sa mère, Marguerite Aubert de La Mogère (1750-1815),.
Il étudia au collège de Tournon avant d'être admis comme aspirant de marine.
Il épouse en 1810 Anne Julie de Lahondès Lafigère, de religion protestante, en 1783. De leurs cinq enfants, seul Paulin aura une descendance ; Eugène de Malbos sera un peintre pyrénéiste de l'époque romantique ; leur fille Françoise-Eugénie de Malbosc, religieuse de l'Assomption, meurt en odeur de sainteté et le récit de sa vie sera écrit par le cardinal de Cabrières.
Il est membre de la Société géologique de France et correspondant de l'Académie des sciences, inscriptions et belles-lettres de Toulouse dans la classe des Sciences, section d'Histoire naturelle à compter de 1854. Il vécut à Berrias, puis, à la fin de sa vie, au château de Saint-Victor-de-Malcap.

### Dolmens & Spéléologie

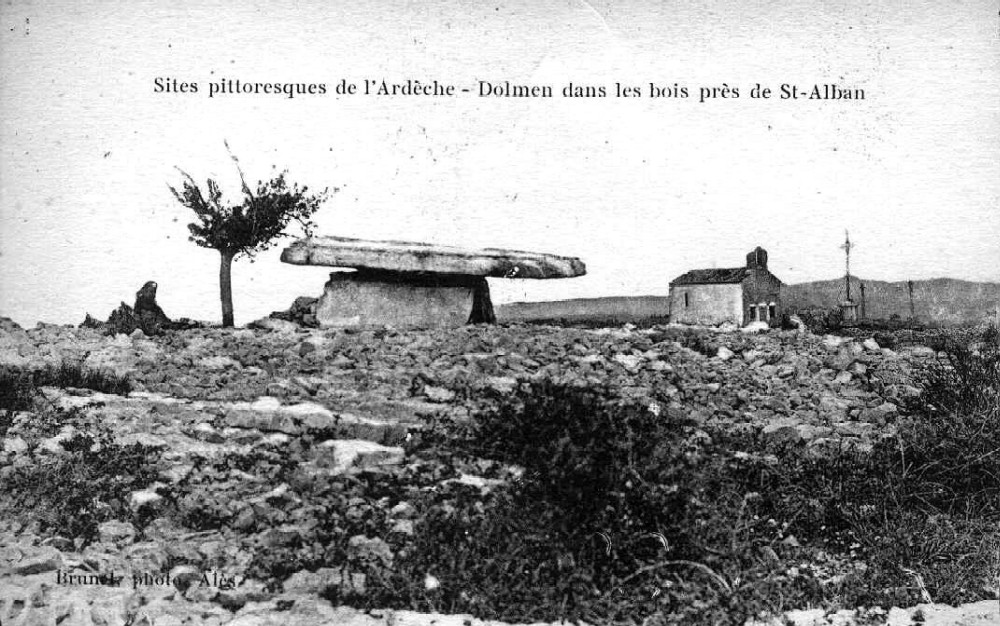
Dolmen dans les bois près de St-Alban"
Carte postale début XIXe siècle.

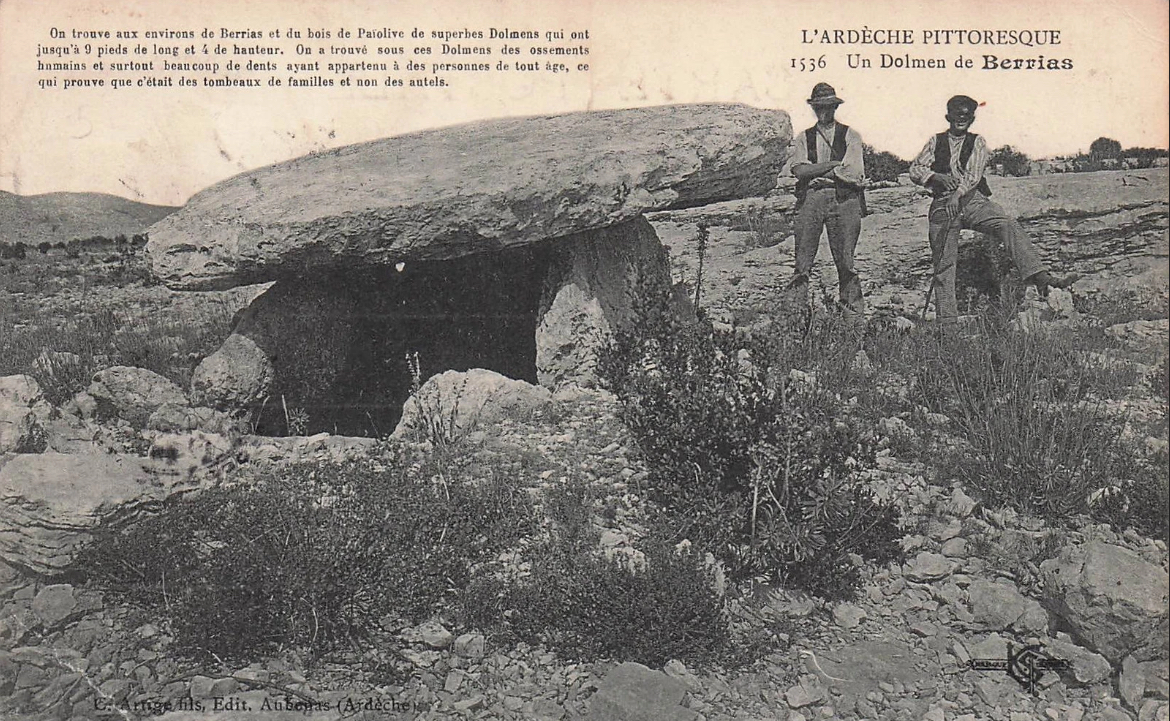
Un dolmen de Berrias

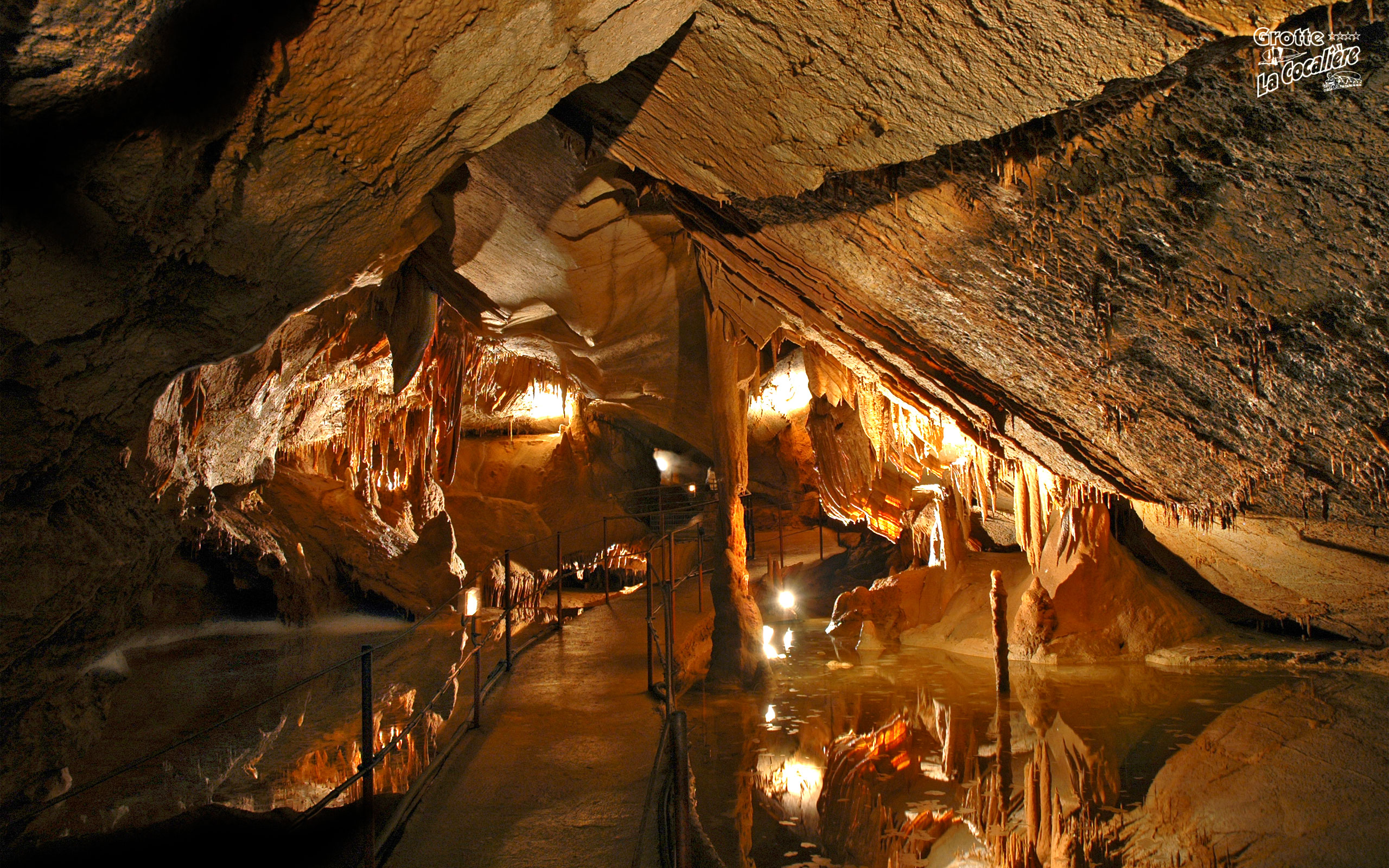
Grotte de la Cocalière, salle des refets.

Il est un précurseur des recherches préhistoriques en Vivarais et dresse l'inventaire de 77 dolmens sur les 150 qu'il a visité et les 800 que compte l'Ardèche, notamment sur les communes de Beaulieu (dolmen du Bois des Roches), Banne (dolmen de la Lauze), Saint-Alban (dolmen du Calvaire), Bourg-Saint-Andéol (dolmens des Joyandes) et Saint-Remèze (dolmens de la forêt de Malbosc).
Dans les montagnes du Vivarais, et plus particulièrement sur le plateau des Gras, les gorges de la Beaume, la basse-vallée du Chassezac ou le bois de Païolive, Jules de Malbos a : observé en 5 ans plus de 150 grottes, dont [il a] découvert le plus grand nombre. Ainsi à son palmarès : le trou de Saint Victor, les grottes de Bourbouillet, la grotte de Côtepatière et l'avent de Peyrejal à Saint-André-de-Cruzières, la caverne de Sauvas, le Tégoul, la grotte de la Cocalière, le Ramejadou, Antegoul, le trou de la Goule, la goule de Foussoubie, les cavernes dans la coupe d'Ayrac, la grotte de Barres sur la rive gauche du Chassezac, les grottes des Fabres près de La Laure, les grottes de Coudon, les grottes de Monbrul, la grotte de Païolive, la grotte des Cayre (Chassezac), la grotte de Padelle, la grotte du Mont Bouquet et les grottes fortifiées de Paysac, des Protestants à Navès et de Tharaux.
En particulier, il est considéré comme l'inventeur de la grotte de la Cocalière car il en est le premier explorateur dont on possède les écrits. Il est qualifié de pionnier et spéléologue par la revue du Club Cévenol en 1966 pour son exploration, en 1815, de la grotte de Tharaux et quelques grottes du Mont Bouquet.
il est considéré comme le premier découvreur en France d'un insecte cavernicole qu'il décrit en 1854 dans son Mémoire sur les grottes du Vivarais : « Dans la quatorzième salle de la caverne de Tharaux, je ramassai sur une stalagmite blanc de neige, un insecte que j'eus le regret de perdre avant de l'avoir déterminé », probablement le Diaprysius mazaurici redécouvert à Tharaux en 1902 par Félix Mazauric à qui l'espèce fut dédié.
Il découvre un fossile à Beaulieu qu'Alcide d'Orbigny nomma de son nom : Pentetogonaster Malbosii. D'autres fossiles portent son nom : un céphalopode Nautilus Malbosi (nommé par Camille Pictet), un brachiopode rhynchonella Malbosi (Pictet), un radiaire Collyrites Malbosi (nommé par Perceval de Loriol), 2 lamellibranche nommés par Pictet : le Mytilus Malbosi (trouvé à Berrias) et le Pholadomya Malbosi.

### Musée Malbos
Il offre son cabinet géologique et minéralogique, fruit de 40 ans de recherche principalement en Ardèche, au conseil général de l'Ardèche qui, dans une délibération du 23 août 1859, décide d'un local pour l'accueillir, qui portera le nom de Musée Malbos, musée dont les collections auraient été dispersées.
Il a fait don également au Musée Malbos de sa collection de 900 cannes faite de 300 espèces de bois présents dans le Vivarais et, pour 500 d'entre elles, gravées de vers consacrés au charme de la nature, aux fleurs et d'amusantes maximes car il était poète, : soit un distique, soit un quatrain, un couplet ou même une chanson tout entière.
Auparavant, il avait donné quelques pièces au Musée Calvet d'Avignon, notamment haches celtiques,, vases en terre, divers fossiles et roches de l'Ardèche ainsi qu'en 1844, d'un fragment de l'aérolithe de Juvinas.
Il a également participé à la constitution du cabinet minéralogique et géologique de la Faculté des sciences de Toulouse.

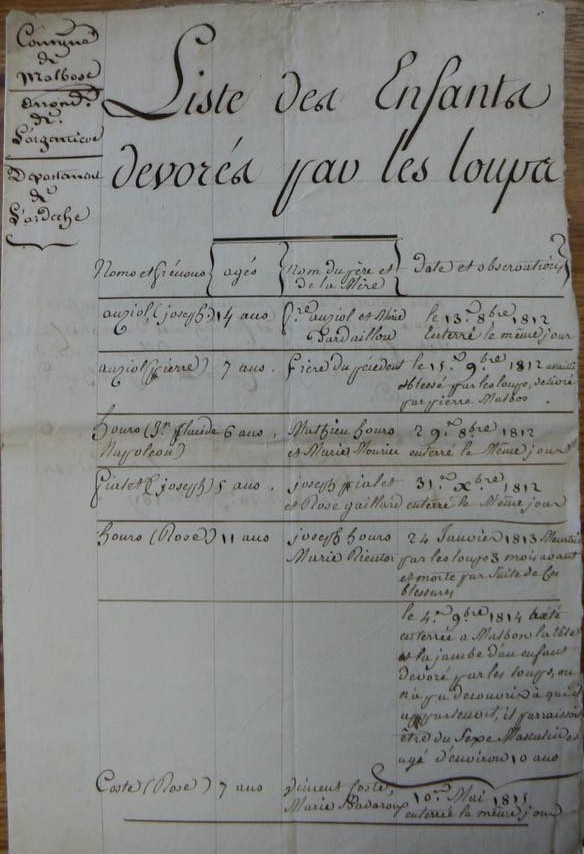
Liste des enfants dévorés par les bête du Vivarais, commune de Malbosc, de 1812 à 1815.

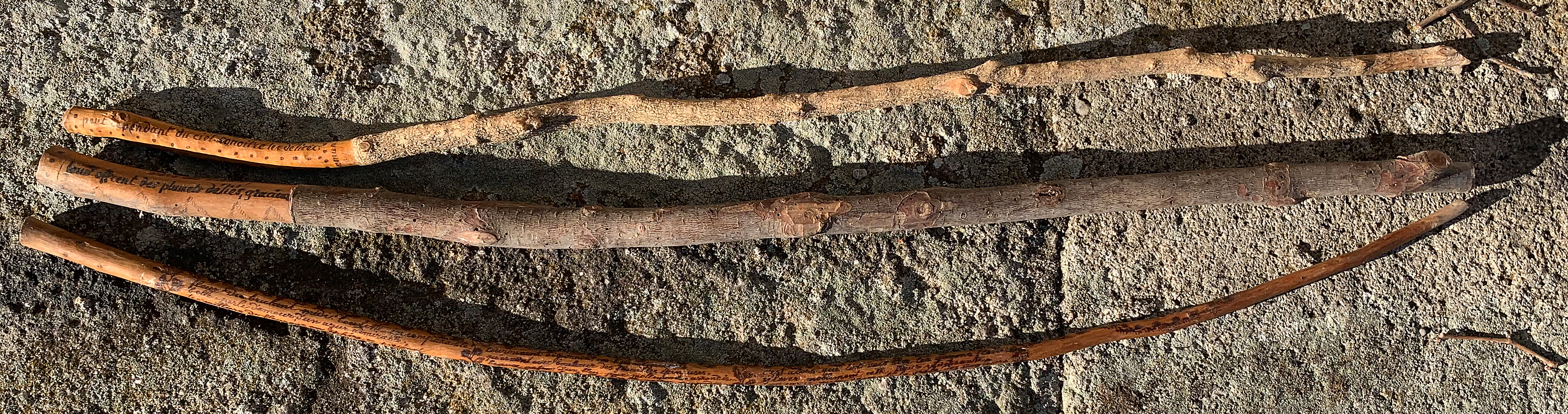
Cannes gravées de poèmes par Jules de Malbos.
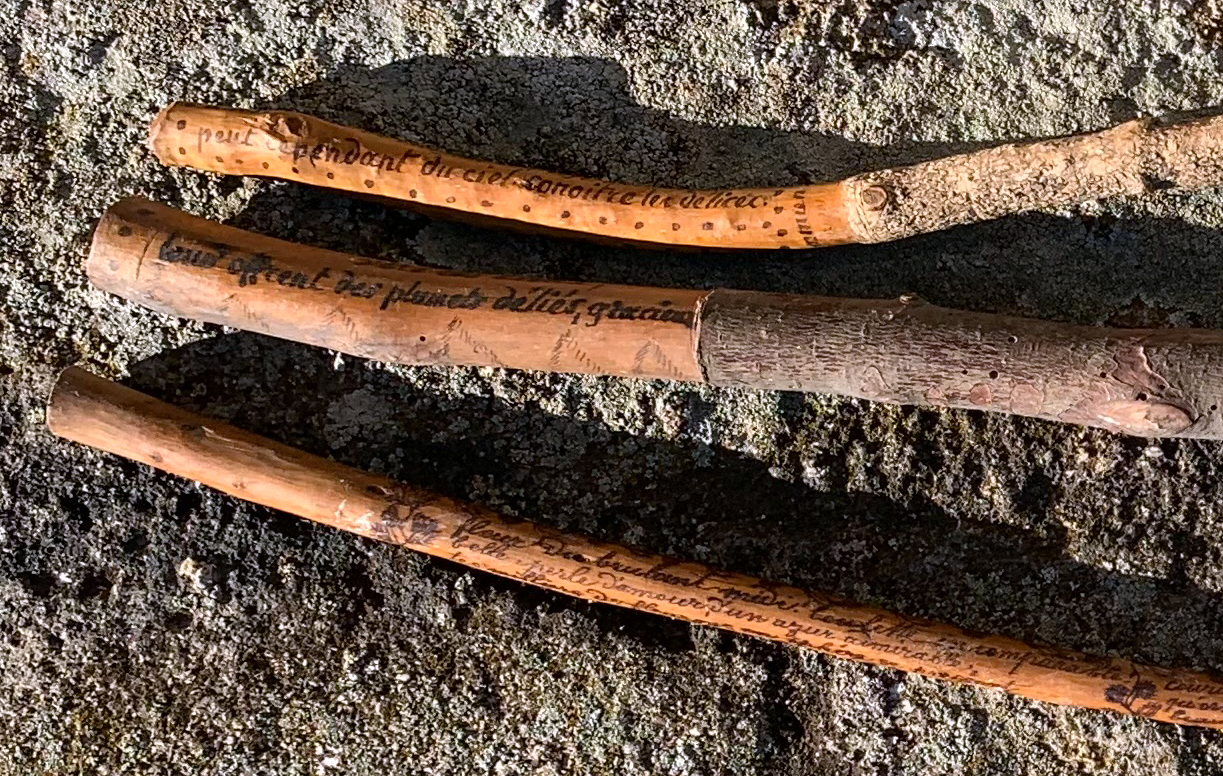
détails.
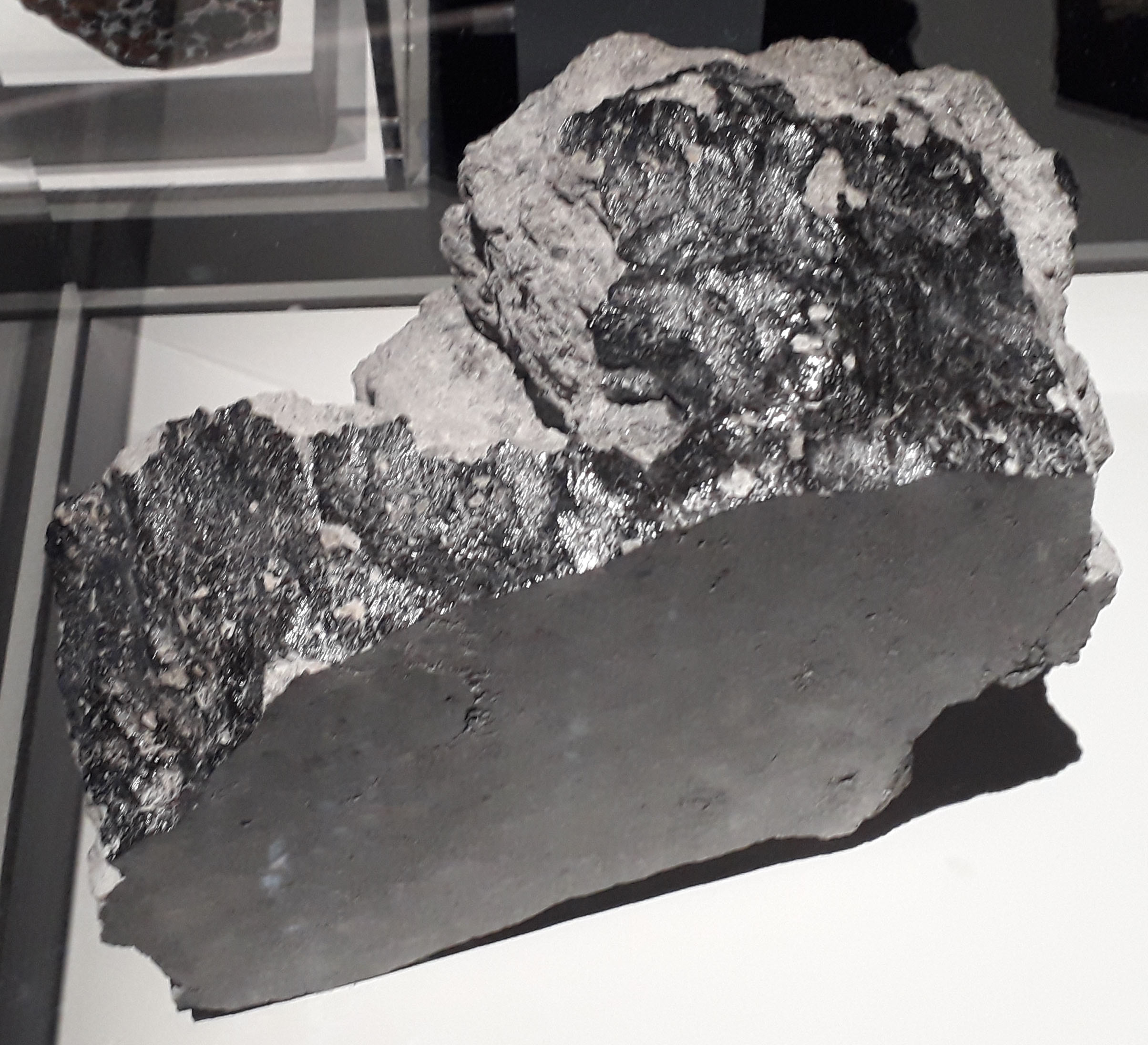
Météorite de Juvinas. Exposition Météorites, entre ciel et terre (2017-2018), MNHN (Paris).

### Distinctions et Mandats politiques
- Anobli le 2 août 1817 par Louis XVIII[32]
- Maire de Berrias de 1825 à 1850. Il bénéficia de l'appui de son cousin Jean-François Bastide, sous-préfet de l'arrondissement de Largentière et ancien député de Assemblée nationale législative de 1791, qui veilla entre autres à ce que les directives données par les pouvoirs publics pour abattre le loup qui dévora de nombreux enfants en Basse-Ardèche, soient mises en application[33].
- Chevalier de la Légion d'honneur en 1863, dans la même promotion que Frédéric Mistral[34],[35].

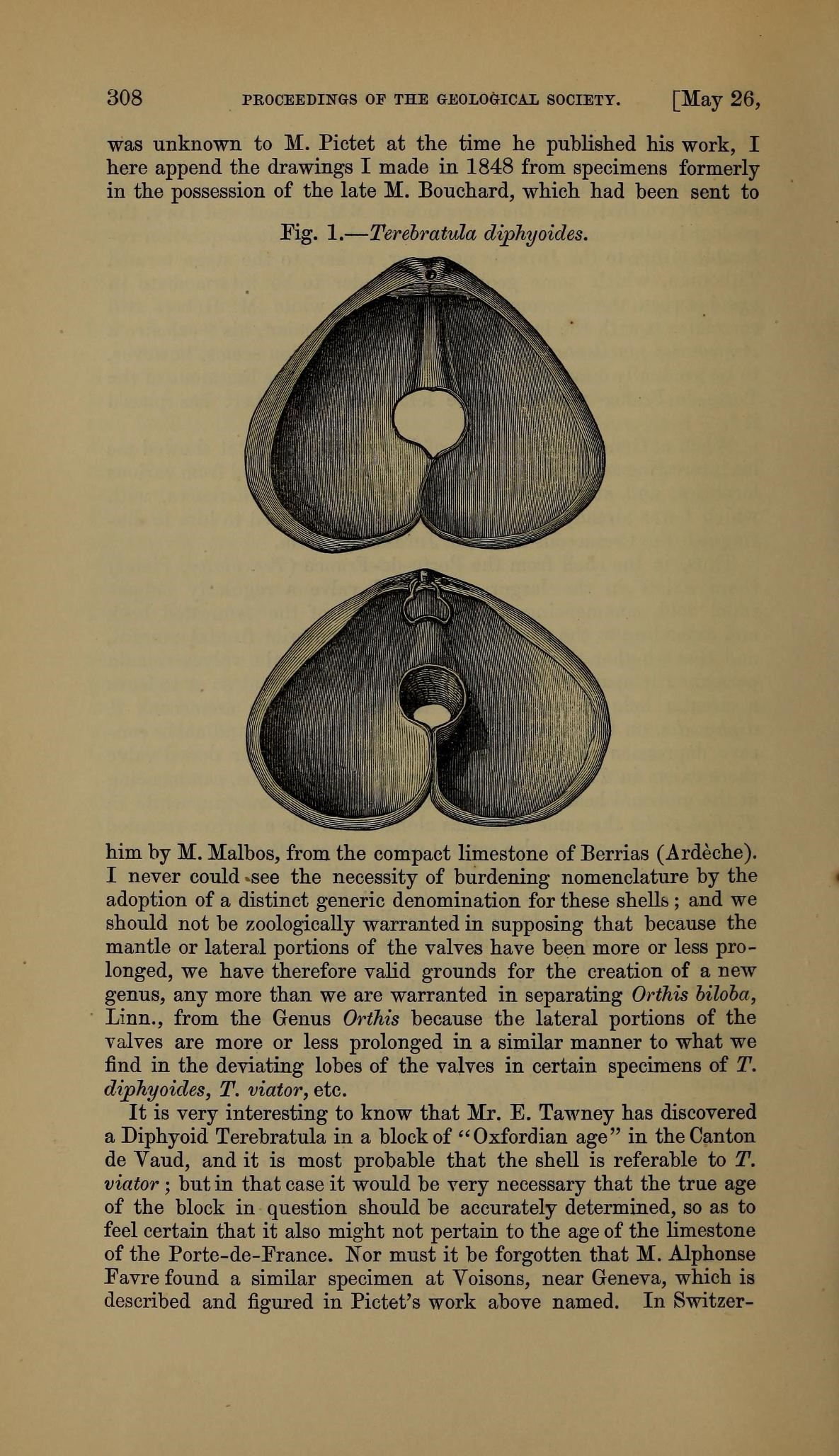
Exemple de Brachiopoda trouvé par Jules de Malbos
et publié dans le Quarterly journal de la Société géologique de Londres en 1869.

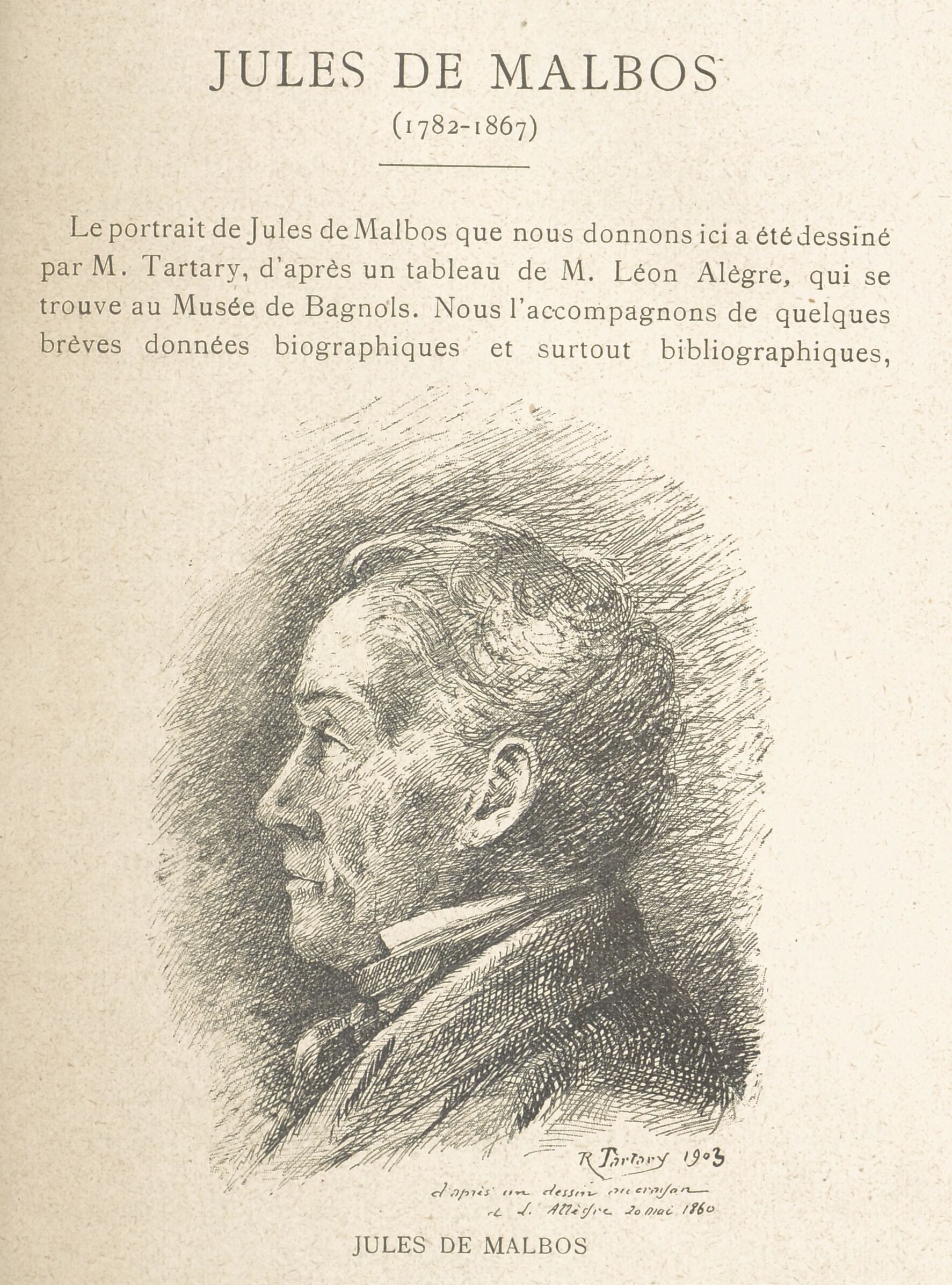
Jules de Malbos, par Régis Tartary en 1904, d'après un tableau de Léon Alègre de 1860

## Publications et communications
- V. Verny, maire d'Aubenas, Delaigue, maire de Juvenas et Jules de Malbos, « Sur la Pierre météorique qui est tombée dans le département de l'Ardèche, le 15 juin 1821 : procès-verbal du maire d'Aubenas, puis extrait du procès-verbal du maire de Juvenas, suivi d'un extrait d'une lettre de Mr Jules de Malbos communiqué à l'Académie des Sciences », Annales de Chimie et de Physique, t. XVII,‎ 1821, p. 434-439 (lire en ligne, consulté le 31 mai 2025).
- Mémoire sur les dolmens du Vivarais, dans les Compte-rendu du Congrès scientifique de Lyon de 1841[36] et du Congrès de Nîmes de 1844[37]
- Comptes rendus hebdomadaires des séances de l'Académie des sciences : Physique du globe - Mémoire sur les cours d'eau des différentes formations du Vivarais, t. XIV, Charles-Louis-Etienne Bachelier, 1842, 1120 p. (lire en ligne), page 64.
- Comptes rendus hebdomadaires des séances de l'Académie des sciences : Géologie - Observations sur les dépôts diluviens du Vivarais, t. XIV, Bachelier, imprimeur-libraire, 1842, 1120 p. (lire en ligne), page 589.
- « Géologie de l'Ardèche : terrains jurassiques et crétacés du Vivarais (1re partie) », L'Annonéen, écho de l'Ardèche, no 61,‎ 9 mars 1843, p. 1 (lire en ligne, consulté le 31 mai 2025)
- « Géologie de l'Ardèche : terrains jurassiques et crétacés du Vivarais (2e et dernière partie) », L'Annonéen, écho de l'Ardèche, no 62,‎ 16 mars 1843, p. 1 (lire en ligne, consulté le 31 mai 2025)
- Couplets à M. E. Requien : air du Petit matelot, Avignon, Imprimerie Seguin, 1850[38]
- Sites pittoresques de l'Ardèche, le Bois de Païolive : in Journal des villes et des campagnes, Paris, Pillet Ainé, 30 juin 1851 (lire en ligne)
- Mémoire sur les grottes du Vivarais, 1853, Académie des sciences, inscriptions et belles-lettres de Toulouse[13].
- Notice sur les grottes du Vivarais, 1853, Bulletin de la Société d'Agriculture de l'Ardèche
- Mémoire sur les terrains ignés d'Ardèche, Académie royale du Gard, 1853[39].
- La Vie de l'homme qui s'occupe de l'étude des sciences naturelles, devant servir d'introduction à un ouvrage sur les harmonies de toutes les formations du globe (1854)[40]
- 2 Mémoires sur la géologie de l'Ardèche, Privas, Imprimerie Centrale, 1887[41]
- lettre adressée à Alexander von Humboldt conservée à la bibliothèque d'État de Berlin où il évoque l'aérolite de Juvinas et ses collections[42].